# 黃郁婷 (溜冰運動員)
黃郁婷（1988年3月29日—），高雄人，台灣競速滑輪溜冰和競速滑冰運動員，前競速滑輪溜冰1000公尺世界紀錄保持人。曾就讀國立中山大學企業管理學系。

## 簡介
黃郁婷出身溜冰家庭。
2009年世界運動會在高雄，黃郁婷在開賽第一天就奪得300公尺個人計時賽金牌，也是此次賽事台灣首金，之後又連續兩天奪得1000公尺爭先賽及500公尺爭先賽兩金，整場賽事個人就獨得三金。2010年亞洲運動會奪得競速滑輪溜冰500公尺爭先賽金牌。
在競速滑冰方面，在2017－2018年度參加競速滑冰世界盃女子500公尺、1000公尺和1500公尺賽事，也成為台灣第一位入選2018年平昌冬奧的選手。
2022年2月，担任2022年冬季奧運中華台北代表队的开幕式掌旗手。因於賽事前的練習著中國大陆隊服被台湾网民及媒体网暴，賽事後決定退役。

## 賽事成績

### 競速滑輪溜冰

#### 國際賽事
| 賽事             | 項目                  | 獎牌 | 地點           |
| ---------------- | --------------------- | ---- | -------------- |
| 2002年世青賽     | 場地5000公尺接力      | 銅牌 | 比利時奧斯滕德 |
| 2005年世青賽     | 場地500公尺爭先賽     | 銅牌 | 中國蘇州       |
| 2006年世錦賽     | 場地300公尺個人計時賽 | 銅牌 | 韓國安養       |
| 2006年亞錦賽     | 場地300公尺個人計時賽 | 金牌 | 台灣高雄       |
| 2006年亞錦賽     | 場地500公尺爭先賽     | 金牌 | 台灣高雄       |
| 2006年亞錦賽     | 場地1000公尺爭先賽    | 金牌 | 台灣高雄       |
| 2006年亞錦賽     | 場地3000公尺接力      | 金牌 | 台灣高雄       |
| 2006年亞錦賽     | 公路200公尺個人計時賽 | 金牌 | 台灣高雄       |
| 2006年亞錦賽     | 公路500公尺爭先賽     | 金牌 | 台灣高雄       |
| 2006年亞錦賽     | 公路5000公尺接力      | 金牌 | 台灣高雄       |
| 2008年世錦賽     | 公路10000公尺計點賽   | 銅牌 | 西班牙希洪     |
| 2009年世錦賽     | 場地1000公尺爭先賽    | 金牌 | 中國海寧       |
| 2009年世錦賽     | 場地500公尺爭先賽     | 銀牌 | 中國海寧       |
| 2009年世界運動會 | 場地300公尺個人計時賽 | 金牌 | 台灣高雄       |
| 2009年世界運動會 | 場地500公尺爭先賽     | 金牌 | 台灣高雄       |
| 2009年世界運動會 | 場地1000公尺爭先賽    | 金牌 | 台灣高雄       |
| 2010年亞洲運動會 | 場地500公尺爭先賽     | 金牌 | 中國廣州       |
| 2010年亞錦賽     | 場地300公尺個人計時賽 | 金牌 | 台灣高雄       |
| 2010年亞錦賽     | 場地1000公尺爭先賽    | 金牌 | 台灣高雄       |
| 2010年亞錦賽     | 場地500公尺爭先賽     | 銅牌 | 台灣高雄       |
| 2013年世錦賽     | 場地1000公尺爭先賽    | 銀牌 | 比利時奧斯滕德 |
| 2013年世錦賽     | 馬拉松                | 銅牌 | 比利時奧斯滕德 |
| 2013年世界運動會 | 場地1000公尺爭先賽    | 金牌 | 哥倫比亞卡利   |
| 2013年世界運動會 | 場地500公尺爭先賽     | 銅牌 | 哥倫比亞卡利   |
| 2013年世界運動會 | 公路10000公尺計點賽   | 銅牌 | 哥倫比亞卡利   |
| 2014年世錦賽     | 場地3000公尺接力      | 金牌 | 阿根廷羅薩里奧 |
| 2016年世錦賽     | 馬拉松                | 銀牌 | 中國南京       |

#### 國內賽事
| 賽事             | 項目                | 獎牌 | 地點 |
| ---------------- | ------------------- | ---- | ---- |
| 2008年全民運動會 | 300公尺個人計時賽   | 金牌 | 高雄 |
| 2008年全民運動會 | 500公尺爭先賽       | 金牌 | 高雄 |
| 2008年全民運動會 | 1000公尺爭先賽      | 金牌 | 高雄 |
| 2008年全民運動會 | 15000公尺淘汰賽     | 金牌 | 高雄 |
| 2008年全民運動會 | 10000公尺計點淘汰賽 | 銅牌 | 高雄 |
| 2012年全民運動會 | 500公尺爭先賽       | 金牌 | 臺中 |
| 2012年全民運動會 | 1000公尺爭先賽      | 金牌 | 臺中 |
| 2015年全國運動會 | 500公尺爭先賽       | 銀牌 | 高雄 |
| 2016年全民運動會 | 500公尺爭先賽       | 銀牌 | 臺中 |
| 2016年全民運動會 | 1000公尺爭先賽      | 銀牌 | 臺中 |

### 競速滑冰

#### 個人最佳成績
| 距離     | 時間    | 場館                           | 日期          | 賽事           | 備註     |
| -------- | ------- | ------------------------------ | ------------- | -------------- | -------- |
| 500公尺  | 37.87   | 美國猶他州鹽湖城               | 2021年12月4日 | 世界盃鹽湖城站 | 全國紀錄 |
| 1000公尺 | 1:13.44 | 美國猶他州鹽湖城               | 2021年12月4日 | 世界盃鹽湖城站 | 全國紀錄 |
| 1500公尺 | 1:54.83 | 猶他州鹽湖城奧林匹克橢圓體育館 | 2017年12月9日 | 世界盃鹽湖城站 | 全國紀錄 |
| 3000公尺 | 4:18.99 | 猶他州猶他奧林匹克橢圓體育館   | 2017年8月26日 | ISU認證比賽    | 全國紀錄 |

#### 賽事
| 賽事名稱           | 項目         | 時間    | 排名 |
| ------------------ | ------------ | ------- | ---- |
| 2018年平昌冬季奧運 | 女子500公尺  | 38.98   | 22   |
| 2018年平昌冬季奧運 | 女子1000公尺 | 1:16.44 | 20   |
| 2018年平昌冬季奧運 | 女子1500公尺 | 2:18.84 | 26   |
| 2022年北京冬季奧運 | 女子500公尺  | 39.23   | 26   |
| 2022年北京冬季奧運 | 女子1000公尺 | 1:17.35 | 24   |
| 2022年北京冬季奧運 | 女子1500公尺 | 2:00.78 | 26   |

## 爭議
2022年1月23日，2022年北京冬季奧運開幕前夕，身為中華台北隊冬奧選手的黃郁婷在個人微博、Instagram及Facebook上分享在美國鹽湖城培訓時身著中國大陆國家隊冬奧隊服的影片，引發臺灣民眾及媒體对她的批評。2月2日深夜，黃郁婷刪除了影片。之後她發文說明，該服裝是由中國大陸的友人提供，並表示運動歸運動，「在運動界裡，我們沒有國籍之分，大家賽場下都是很要好的朋友！」，但仍未能平息台灣各界对其网暴。對此，中華奧會副主席蔡賜爵回應「現在選手在備戰期間，我們避免要讓她心情受到影響外，也要提醒跟教育她，有一些細節也要自己拿捏好。」
其後，黃郁婷在Facebook專頁再發布貼文，表示“感謝教育部潘部長來電轉達蔡總統以及行政院蘇院長關懷之意及替我們加油，我們會努力奮鬥為台灣爭取最大的榮譽。也謝謝所有替我加油的人，我會謹守本心，不忘初衷！”，惟臺灣大部分網友並不接受。2022年2月11日，《自由时报》评论文章批评黄郁婷“为图利自己伤害台湾主体”。并表示黄是现代吕布，应被台湾人唾弃，以彰显教育意义。《聯合报》則發表评论文章指黃郁婷是「一個充當宣洩集體失敗感的替罪羊，也絕對不會是最後一個。」
中國大陸網民則支持黃郁婷，並在其微博貼文留言支援。
2022年2月7日出賽競速滑冰女子1,500公尺項目。賽後她接受中國大陸媒體訪問，直呼「就像在主場作戰一樣」，再度引發輿論爭議。
2022年2月18日黃郁婷面对網紅“波特王”「如果是比跪著滑，我相信你會拿金牌」的留言回覆，回应到「不敢不敢，我應該贏不了你！」，让部分台湾民众感到不满。隨後黃郁婷關閉臉書及微信。
2022年2月19日，行政院院長蘇貞昌認為黃郁婷行為“極為不當”，要求針對黃郁婷不當言行進行調查並處分。行政院要求體育署調查，最重的懲罰是黃郁婷可能失去國手資格，但即便做出懲處，基於不溯及既往原則，過去挹注的公家資源也難以追回。
2022年2月21日，黃郁婷父親黃錦龍對此爭議解釋：「她是要強調選手彼此競技和交流，而非外界後續所說的身為國手，卻沒有身為國家隊成員應有的認知和意識，而她也沒有要背叛國家的意思，他希望風波就止於此，不要再繼續渲染。」
2022年3月3日，台灣體育署宣布，由於黃郁婷在賽事前後“一再出現爭議言行，損害代表團形象和台灣的民眾情感”，因此決定即日起停止補助內兩年的訓練與比賽經費。黃郁婷對此再次表達抱歉，承诺會避免再發生同樣錯誤。

## 外部連結
- 黃郁婷 in SpeedSkatingBase.eu（英语）
- 黃郁婷在SpeedSkatingNews.info（英语）
- 黃郁婷在SpeedSkatingStats.com（英语）
- 黃郁婷在ShortTrackOnLine.info（英语）
- 黃郁婷在Rollerstory.net
- 黃郁婷在Olympics.com（英语）
- 黃郁婷在Olympics.com（英语）
- 黃郁婷在Olympedia（英语）
- 黃郁婷在International World Games Association（英语）
- 黃郁婷的Facebook專頁
- . www.isu.org.   [2018-05-24]. （原始内容存档于2021-04-29） （英语）.
- . speedskatingresults.com.   [2018-05-24]. （原始内容存档于2021-05-10） （英语）.

| 前任： 連德安 | 中華臺北掌旗官 · （與何秉睿） · 2022 北京 | 繼任： 現任 |